# 中華民国の政治
中華民国の政治（ちゅうかみんこくのせいじ）では、台湾光復（編入）後（1945年10月25日～現在）の中華民国の政治について述べる。

## 定義
現在の中華民国における国家体制は、国共内戦下の1947年1月1日に公布され同年12月25日に施行された中華民国憲法の規定により、三民主義（民族独立・民権尊重・民生安定）に基づく民主共和制を採用している。中華民国では国家元首である総統から市町村議会の議員に至るまで、全てが国民（台湾地区の住民）の選挙によって選出されている。選挙権は満20歳以上、被選挙権は最低満23歳以上（立候補の対象によって異なる）の全ての国民が有している。
- 日本統治時代の台湾の政治など、過去の各政府による台湾の政治（1945年10月25日以前）については、「台湾の政治史」を参照すること。
- 中華人民共和国成立前（1912年2月12日～1949年10月1日）の中華民国の政治については、「中華民国 (1912年-1949年)」、「中華民国の歴史」を参照すること。
- 近年の中華民国（台湾）における政治的な出来事の詳細は、「総統民選期の中華民国」を参照すること。

### 成り立ち
中華民国では、蔣介石率いる国民政府による1928年の北伐完了（全国統一）以来、台北移転後も引き続き中国国民党の一党独裁による寡頭共和制が続いた。中国共産党が支配する中華人民共和国との内戦に敗れて1949年に中華民国政府が台北に移転して以降、中華民国の政治体制にさまざまな矛盾が生じるようになり、改良が試みられている。
蔣経国政権の前期では、中華民国が「中国全土を代表する正統国家」という考え方を大前提として台湾の開発を行っていた。蔣経国政権末期の1987年7月以後、中華民国は中国中心の政策から台湾中心の政策に移動し、戒厳令が解除されるなど政治の自由化と民主化が急速に推進された。
台湾を「中華民国の本土と見なすか否か」、また「台湾独立・華独・台湾の定義・台湾地位未定論・法理独立・中国脅威論」など論点をめぐり、台湾本土派の民主進歩党と中国大陸から渡った国民党は1990年代から厳しい対立を始めた。1992年の民主化以降、中華民国は中国大陸の主権を取り戻すことを完全に放棄し、台湾での発展のみを専念するようになった。若い世代の台湾人はこの影響を受け、中国文化よりも親しみ深い台湾の原住民文化・客家文化・閩南文化への関心が強まっている。本土派や民進党の勢力も急速に強まり、台湾では自分を中国人ではなく台湾人と認識するアイデンティティが強まっている。

## 国内政治

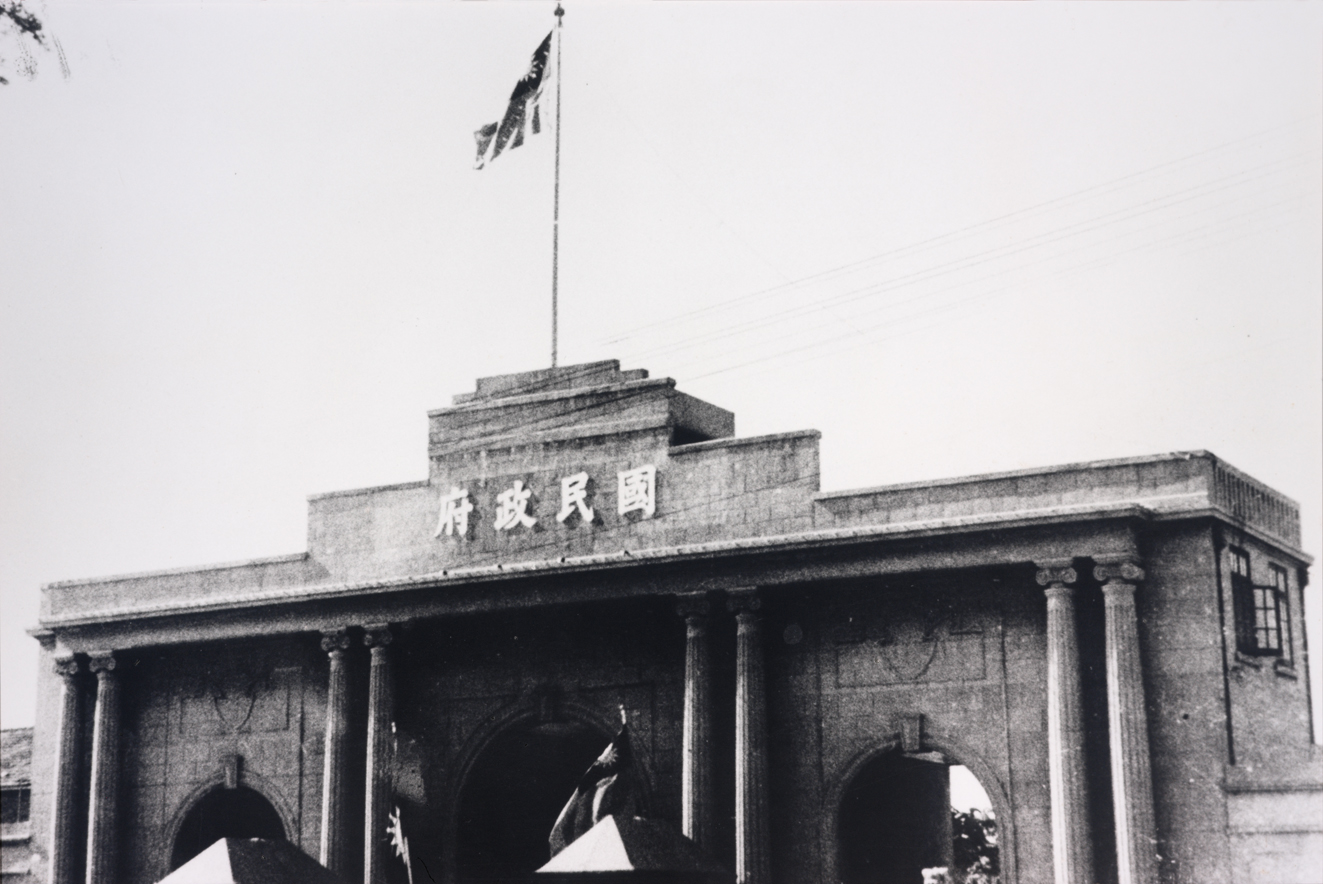
国民政府（南京、1948年以前）

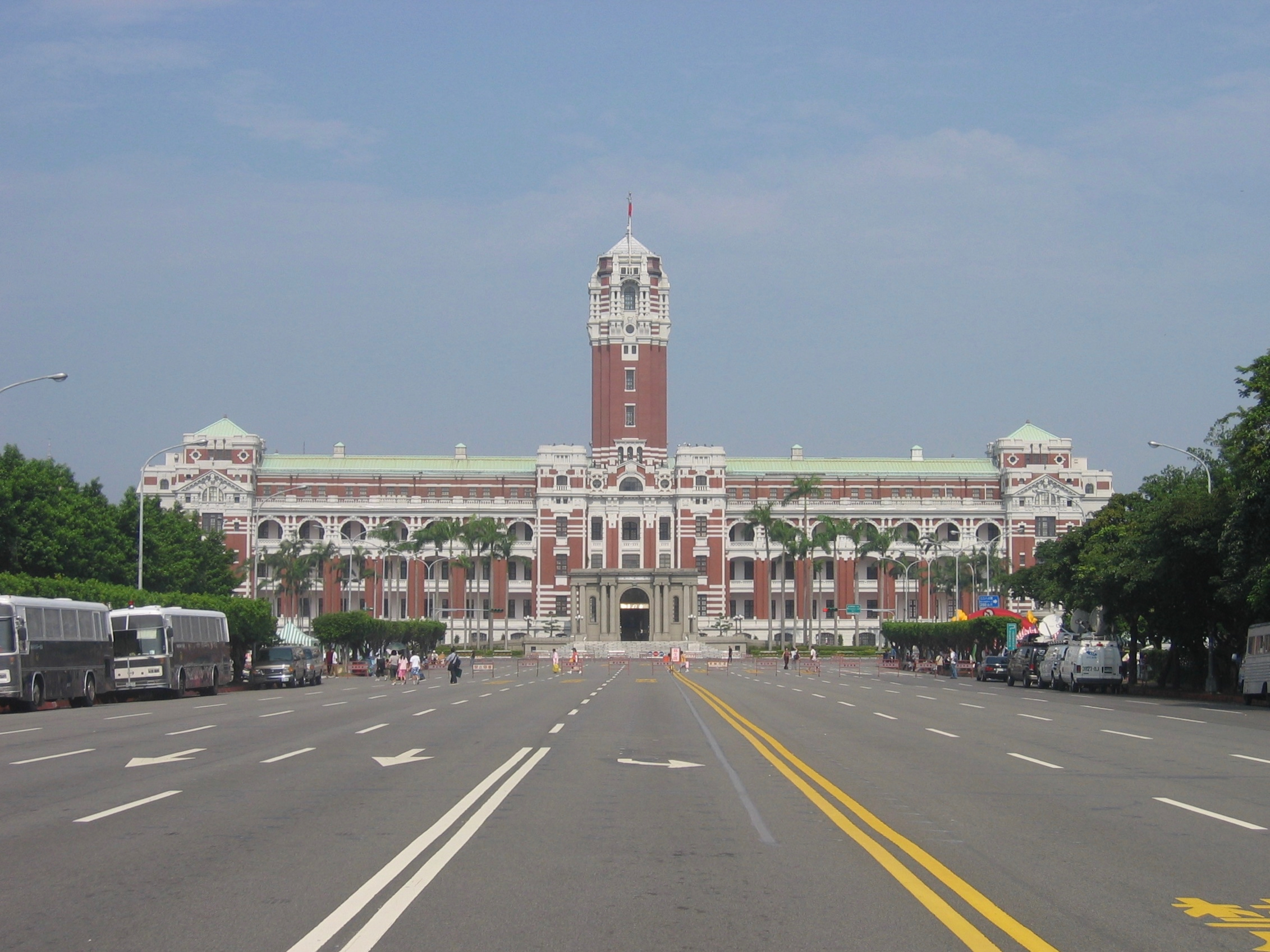
中華民国総統府

中華民国の国内政治体制は、中華民国憲法に基づいて構成されている。だが、この政治体制は中華民国政府が大陸地区も支配していることを前提に定められたものであるため、中央政府の統治区域がほぼ台湾のみに限定されるようになってからはさまざまな矛盾が生じるようになった。そのために、1990年代に入ると徐々に矛盾解消のための改革が行われるようになり、現在では矛盾も小さくなりつつある。

### 憲法
中華民国の憲法である中華民国憲法は、1946年11月に開かれた制憲国民大会で採択され、翌1947年元日に公布され、1947年末に施行された。この憲法の特色は、国父である孫文が提唱した三民主義を政治目標とし、国家権力を「政権」（選挙権、罷免権などの人民の権利）と「治権」（行政権、立法権などの政府の権力）に分けていることである。憲法は14章で構成され、全文は175条ある。
この中華民国憲法が公布・施行された1947年は、中華民国が南京を首都として中国大陸と台湾の両地域を領土にしていた時代（1945年10月25日～1949年10月1日）であり、大陸地区の支配を前提に制定された。そのため、中華民国政府が台北に移転した後、国民大会や立法院などの大陸地区で選出された議員が1948年以来の動員戡乱時期臨時条款施行による改選不可能を理由に終身議員（万年議員）になるなど、不具合が生じるようになった。このような状況により、台湾移転後の中華民国の実効統治区域における民意が国政に反映されにくくなった。李登輝総統が1991年から5回にわたって憲法の修正を行い、「万年国会」解消による大陸選出議員の「終身（万年）化」の防止と国民大会議員・立法院議員・正副総統の台湾地区住民の直接選挙による選出により、政府の実質的な統治区域における民意がより強く反映されるようにした。
しかし、このような修正では満足せずに新しい憲法を制定しようとする動きがあり、陳水扁総統は任期である2008年までに実施する考えを明らかにした。その第1段階として、2005年6月7日に憲法修正案が国民大会で4分の3以上の同意を得ることで可決された。その結果、立法院議員の半減と（基本的に日本と同様の）小選挙区比例代表並立制の実施・立法院における憲法修正案の可決条件を強化・公民投票による憲法修正案の再審査と国民大会の廃止・正副総統の弾劾権を司法院大法官に付与することが決定された。

### 国民投票
中華民国の国民投票（繁体字: 中華民國全國性公民投票）は、中華民国国民投票法に基づいて実施される国民投票のこと。 投票は、普通投票、平等投票、直接投票、無記名投票で行われ、 国民投票の結果は所管官庁によって発表される。
国民投票は、当時の陳水扁総統が国民投票法の「防禦性公投」規定に基づいて提案し、総統選挙と同じ2004年3月20日に実施された。2021年現在、中央選挙管理委員会は20の国民投票を発表・開催している。

### 政党
国民政府による1928年の北伐完了以来、中華民国では中国国民党の一党独裁体制（ヘゲモニー政党制）が長らく続いていた。さらに、1949年12月7日の戒厳令実施以降は、国内での集会と結社の自由が制限され、新たな政党の結成も禁じられた（これを「党禁」という）。だが1987年の戒厳令解除、1989年の「人民団体法」公布によって政党の結成が自由化され、2000年には史上初めて中国国民党以外の政党（民主進歩党）から総統が選出されるまでになった。
2024年1月時点で、内政部民政司が公開している「政党名冊」には91の政党が存在する。2024年に行われた立法委員選挙の時点で立法院に議席を有する政党は以下の通りである。
- 与党：民主進歩党
- 野党：中国国民党 - 台湾民衆党

主張の傾向別に政党を区分すると、主要な政党は以下のようになる。
- 泛緑：民主進歩党 - 社会民主党 - 台湾基進 - 綠党
- 泛藍：中国国民党 - 無党団結連盟
- 第三勢力：時代力量 - 台湾民衆党

### 負の歴史の振り返り
戒厳令下で行われた人権侵害の解明や政治犯の名誉回復。
2018年から2022年にかけて行政院に促進転型正義委員会が設置され4年間集中的に調査を行った。2022年5月30日の解散後その取組は各省庁に引き継がれた。
4年に渡った調査で約2万人の被害者がいることが明らかになったが密告者や公務員といった加害者側の解明はほとんど進まなかった。
また委員会副委員長を務めていた民進党の張天欽が当時、新北市市長に立候補していた中国国民党の侯友宜を標的として排除する会話が流出し張は辞任後に懲戒処分を受けた。この結果、「『促進転型正義』とは歴史の清算ではなく、政府が政敵を駆逐するための口実にすぎない」という批判がメディアから起こり、促進転型正義委員会の名誉は失墜した。

## 外交
中華民国は1945年成立の国際連合の原加盟国であり、安全保障理事会の常任理事国であった。1949年の台湾への移転後は、「全中国を代表する国家」としての国際的地位の確保を求めて外交工作を展開し、中華人民共和国と新たに外交関係を持つ国とは即座に国交を断絶するという措置をとった（「zh:漢賊不兩立」漢賊並び立たず）。中華民国が中国の国連代表であることについてソビエト連邦などがしばしば問題視したが、中華民国はアメリカ合衆国などの支持を得て国連での地位を確保し続けた。
1971年10月25日に採択された国際連合総会決議2758（アルバニア決議）によって、国連での中国代表権が中華民国から中華人民共和国へと移ることとなり、抗議した中華民国は国連からの脱退を宣言した。その後、中華人民共和国を「中国を代表する国家」として承認する国が続出し（1964年にフランス、1970年にカナダ、1972年に日本や西ドイツ、1979年にアメリカ合衆国、1992年に大韓民国、1997年に南アフリカ共和国）、中華民国の国際的な孤立が深まった。そのため中華民国は外交を弾力化し、国交のない国との間で貿易などの実質的関係を発展させ、各種の民間国際交流を奨励する一方で、他の国際組織での議席・権利の維持や既存の国交のある国との関係を強化するようにしていった。
冷戦後の1990年代に入ると、中華民国は「全中国を代表する国家」であることに固執せずに国際的地位を確保するという外交政策をとりはじめ、広範に国際組織に参加、活動することを目標とするようになった。これは、中華民国が主権国家であることを国際社会にアピールすることを目的としており、1993年から続いている国連再加盟運動もこの政策の一環であるといえる。だが、このような外交政策は中国共産党が主張する「一つの中国」に抵触するおそれがあり、両国関係にも影響が及んでいる。
中華民国は、代表なき国家民族機構（UNPO）という国際NPOの会員になっているが、台湾民主基金会として参加している。
現在、中華民国と国交のある国は12カ国（2024年1月19日時点）だが、他にも59カ国と香港・マカオ、ソマリランドに代表処や弁事処（実質的に大使館や領事館の役割を果たしている非政府機構の形をとった窓口機関）を設置している（2006年8月6日時点）。なお、中華民国と公式な外交関係のある12カ国は以下の通りである。
- オセアニア：ツバル - パラオ - マーシャル諸島 （近年は2019年9月16日までソロモン諸島、9月20日までキリバス、2024年1月15日まで ナウルと国交があった[12][13]）
- アフリカ：エスワティニ（2018年5月24日までブルキナファソとも外交があった[14]）
- ラテンアメリカ：グアテマラ  - セントクリストファー・ネイビス - セントビンセント・グレナディーン - ハイチ - パラグアイ - ベリーズ - セントルシア（近年は2017年6月11日までパナマ、2018年4月30日までドミニカ共和国との国交があった[15]が、それぞれから国交断交発表があった。2018年8月21日にはエルサルバドル、2021年12月10日にはニカラグア[16]、2023年3月26日にはホンジュラス[17]とも断交した。）
- ヨーロッパ：バチカン

### 対米関係
中華民国にとって、華米関係は外交政策上の最重要事項である。そもそも国共内戦で中国国民党が敗北を喫した要因は、アメリカ合衆国が対日占領に熱中したことと、「中国白書」の発表によって国民党政権への軍事援助を停止したことの2点であった。
1950年1月に国民党政権が台湾での活動を本格化した際、ハリー・S・トルーマン大統領は国民党政権に対して、経済援助は実施するが軍事には干渉しないと明言した。そのため国民党政権は共産党軍の台湾侵攻に対する危機感が高まったが、1950年6月25日の朝鮮戦争勃発により状況は一変した。
1951年1月、ホワイトハウスに対する国民党政権への軍事援助を復活させ、2月には「米華共同防衛相互援助協定」を締結、軍事顧問団を派遣。1954年12月には「米華共同防衛条約」を締結。
1979年のアメリカ合衆国と中華人民共和国（中国共産党・北京政府）の国交樹立にともない、中華民国とアメリカ合衆国との国交はなくなった。しかし、ホワイトハウスは「米華共同防衛条約」に代わるものとして、「台湾関係法」を制定し、台湾を「政治的実体 (political entity)」と認めて実質的な関係を維持、有償で武器などを提供している。

### 対日関係
第二次世界大戦後の正式な日華（日台）関係は、1952年から始まる。1952年の日華平和条約締結によって、中華民国は日本との国交を回復し、両国に大使館が設立された。だが1972年に日本が中華人民共和国との間で国交を樹立（日中国交正常化）したことにより、中華民国は日本との国交を断絶し、両国間の正式な外交関係は終わった。
断交後、日台両国は民間窓口機関を経由しての「間接外交」によって実質的な外交関係を維持するようになり、そのまま現在に至っている。これは、民間の機構に実質的な大使館や領事館の役割を与え、両国が外交上の便宜を「民間職員」に対して図ることによって成立しており、日本側は「日本台湾交流協会」を、中華民国側は「台湾日本関係協会」をそれぞれ相手国に駐在させている。
なお、「亜東関係協会」の東京駐在事務所は、1992年5月にそれまでの「亜東関係協会東京弁事処」という名称を「台北駐日経済文化代表処」に、団体の名称は2017年5月に団体の名称を「亜東関係協会」から「台湾日本関係協会」にそれぞれ変更している。

### 対蒙関係
建国以来、中華民国はモンゴルを自国の領土として扱って外蒙古と表記し、1924年にモンゴル人民共和国が成立した後も独立を認めなかった。
蔣介石率いる国民政府は、1945年6月のソビエト連邦との外交交渉の際に「ソ連が日本撤退後の満洲を中国共産党に渡さず、かつ新疆の独立運動を支援しないと約束するなら、抗日戦争勝利後に外蒙古が国民投票を経て独立することを認めてもよい」と主張し、1946年1月に一旦はモンゴルの独立を承認した。
しかし国共内戦中に、ソビエト連邦は勢力を拡大した共産党を支持し、国民党への支持を停止するという措置を採った。それが遠因の一つとなって国民政府（1948年以降は中華民国政府）は各地で内戦に敗れ、中国大陸におけるほぼ全ての領土を喪失した。台湾移転後の1953年、中華民国政府はソビエト連邦政府との間で結んでいた中ソ友好同盟条約の正式な廃止を決定し、同時にモンゴルの独立承認も白紙に戻したと解釈されることになった。
民主進歩党の陳水扁政権は、実質的にモンゴル独立を認め、2002年には外交部がウランバートルに台北貿易経済代表処を開設した。それに伴い、台北にもモンゴルの貿易代表事務所が設立され、現在では両国の事実上の大使館として機能している。中国国民党の馬英九政権下の2012年には、行政院大陸委員会が、1946年の中華民国憲法制定の時点でモンゴルの独立をすでに認めており、憲法第4条で中華民国の領土とされる「固有の領域」にモンゴルは含まれないとの資料を発表した。

### 対中国大陸関係
中華民国内の民主化以降、台湾化・脱中国化と呼ばれる台湾人意識の昂揚や、台湾独立運動（台独運動）の活発化、あるいは2005年3月に中華人民共和国が台湾の武力「解放」を容認した「反国家分裂法」を第十期全国人民代表大会で成立させたことから、関係が緊張し、北東アジアの不安定要素の一つとなっている。
日本では、台湾海峡を挟んだ台湾の中華民国と、中国大陸の中華人民共和国との関係を指す場合、「中台関係」と表記される。中華民国と中華人民共和国の間では、両者が台湾海峡を挟み対峙していることから「両岸関係」という独特の用語が用いられる。これは、互いに中国全土における唯一の合法的政府を自任・主張してきた両政府の間で、中国と台湾を別の国家的存在として表記した印象を与える「中台」の表現を避けるための便宜的な表現である。
台湾側の中華民国大陸委員会と中国側の国務院台湾事務弁公室が、それぞれの政府で相手方に関する事務を取り扱うが、「一つの中国」の建前から、政府機関同士の公式な直接交渉ができなかった。中台の交渉窓口機関として台湾側の海峡交流基金会（海基会）と中国大陸側の海峡両岸関係協会（海協会）があり、1992年以来両者で交渉が行われている。以来中台間の最高レベルの交渉は、海基会・海協会のトップ会談であった。2005年には野党党首ではあったものの中国国民党主席連戦が中国を訪問し、中国共産党総書記の胡錦濤と会談、60年ぶりに国共両党の首脳会談が実現した。その後も2009年に国民党主席呉伯雄が訪中し胡錦濤と会談した。海基会・海協会による交渉を経て、2010年には両岸経済協力枠組協議（ECFA）締結に至った。2011年にはECFAにより両岸経済合作委員会（両岸経済協力委員会とも）が設置され、以降台湾経済部次長と中国商務部副部長を首席代表とする会合が、半年に1度開かれている。